# 新里まつり
新里まつり（にいさとまつり）は、群馬県桐生市新里町で開催される祭りである。

## 概要
桐生市の西部に位置する新里町新川の新里総合グラウンドで、毎年8月15日に開催される。桐生市合併前の旧新里村時代から続く盆祭りで、ヒーローショーや新里太鼓、八木節、エンタメライブ、花火大会などが行われる。まつりの開催に合わせて、新里町内の鉄道駅や集会所とまつり会場の新里総合グラウンドを結ぶ無料臨時バスが運行される。
まつりのポスターとパンフレットの図案は、新里地区の小中学生を対象とした公募によって決定され、平成30年（2018年）は小学生143人、中学生27人から応募があり、特選に決まった2作品をポスターとパンフレットの表紙に採用した。
桐生市新里町と黒保根町では盆の中日の8月15日に夏祭りを開催しており、新里町の北東に位置する黒保根町では8月15日・16日にくろほね夏まつりが行われる。